# 田母神俊雄
田母神 俊雄（たもがみ としお、1948年〈昭和23年〉7月22日 - ）は、日本の航空自衛官、軍事評論家、政治活動家。第38代航空総隊司令官、第29代航空幕僚長。最終階級は航空幕僚長（空軍大将相当）。予備役ブルーリボンの会顧問、「日本をまもる会・大東亜聖戦大碑護持会」会長。
防衛大学校卒業後、航空自衛隊に入隊し、2007年3月に航空幕僚長に就任。2008年10月31日に政府の歴史認識と異なるアパグループ主催の懸賞論文を公表し、航空幕僚長を更迭された。論文では、日本は第二次世界大戦に蒋介石とルーズベルトの策略によって巻き込まれたと主張した。また、日本の戦時中の行動は「西洋の植民地主義からアジアを解放する」ための努力であったと論じた。この論文と、その後の核兵器使用に関する発言は、日本国内外で大きな論争を引き起こした。
退官後は軍事評論家として活動。2014年に都知事選と衆議院選に出馬して落選。2016年に都知事選における公職選挙法違反容疑の罪に問われ、2018年に有罪が確定して2023年末まで5年間の公民権停止となった。2024年に再び東京都知事選挙に出馬したが落選した。

## 来歴

### 生い立ち
1948年7月、福島県田村郡（現在の郡山市田村町）の農村に生まれる。地元の中学校を経て、福島県立安積高等学校へ進学。1967年（昭和42年）3月、福島県立安積高等学校を卒業。防衛大学校に入校し、1971年（昭和46年）3月に卒業（第15期、電気工学専攻）。

### 航空自衛官時代
防衛大学校卒業後、航空自衛官となった。職種は高射運用（地対空ミサイルの指揮）で、操縦士免許はなく（飛行隊隊員歴なし）航空機搭乗員のみ経験。本当はパイロットになりたかったが、適性検査に合格しなかった。2002年12月2日、空将に昇任し、統合幕僚学校長に任命され、2004年8月30日、航空総隊司令官に任命された。 2007年3月28日、航空幕僚長に任命された。以下の経歴は防衛省人事発令及び関連書籍（防衛年鑑・自衛隊年鑑）より引用。
- 1971年（昭和46年）3月：1等空曹任官、航空自衛隊幹部候補生学校入校（45期）
- 1972年（昭和47年）3月：3等空尉昇任
- 1974年（昭和49年）7月：2等空尉昇任
- 1977年（昭和52年）7月：1等空尉昇任
- 1982年（昭和57年）7月：3等空佐昇任
- 1986年（昭和61年）1月：2等空佐昇任
- 1990年（平成02年）1月：1等空佐昇任
- 1991年（平成03年）8月1日：航空幕僚監部防衛部防衛課勤務
- 1992年（平成04年）3月16日：航空幕僚監部防衛部防衛課業務計画班長
- 1993年（平成05年）12月1日：第3航空団基地業務群司令
- 1995年（平成07年）6月30日：航空幕僚監部人事教育部厚生課長
  - 日本文化チャンネル桜社長の水島総とは、1995年から1996年頃に航空自衛隊の雑誌『翼』の編集部が置かれていた空幕厚生課で知り合った[20]。当時、水島は『翼』の筆者の一人として出入りしていた[20]。
- 1996年（平成08年）7月1日：空将補昇任
- 1997年（平成09年）3月26日：南西航空混成団司令部幕僚長
- 1998年（平成10年）7月1日：第6航空団司令兼小松基地司令[20]
  - アパグループの元谷外志雄代表とは、小松基地勤務時代に知り合った[5]。元谷は、「小松基地 金沢友の会」の会長を務めていた[5][21]。
- 1999年（平成11年）12月10日：航空幕僚監部装備部長
- 2002年（平成14年）12月2日：空将に昇任し、統合幕僚学校長に就任[20]。
  - 統合幕僚学校に新設した「歴史観・国家観」講座では、「新しい歴史教科書をつくる会」のメンバーらを講師に招き、「大東亜戦争史観」などの内容を教えていた[22][23][24]。
  - 階級章に大きな星が3つ並ぶ空将になったことで、靖国神社から春季及び秋季例大祭への案内状が届くようになった。田母神は、自衛隊の将軍が制服で堂々と靖国参拝ができるようにするためには実績を作るしかないと考え、参拝を続けた[20]。
- 2004年（平成16年）8月30日：第38代 航空総隊司令官に就任
- 2007年（平成19年）3月28日：第29代 航空幕僚長に就任
  - 田母神の航空幕僚長就任は、当時首相だった安倍晋三が任命した[25]。
- 2008年（平成20年）
  - 10月31日：アパグループ主催の懸賞論文で最優秀賞を受賞
  - 10月31日：同日夜、幕僚長を更迭[19]、航空幕僚監部付[26][5]
  - 11月3日：定年退官[27]

### 田母神論文問題による更迭以後
- 2008年
  - 10月31日、アパグループ主催の第1回『「真の近現代史観」懸賞論文』に応募した「日本は侵略国家であったのか[28]」が最優秀藤誠志賞を受賞。10月31日夜、同論文が政府見解と異なる主張であるとして問題視され、航空幕僚長の職は解任されたが、空将としての身分は残った[5][29]。政府は田母神に対する退職金6000万円への批判を懸念し、懲戒免職を検討したが、田母神は争う姿勢を見せた[5][30]。11月3日、防衛省は田母神が制服姿で持論を訴えることを危惧し、定年延長を打ち切り、同日付で定年退官させた[5][31]。

- 2009年
  - 2月、株式会社田母神事務所を設立、代表取締役に就任。
  - 8月6日、広島市中区のメルパルク広島で「ヒロシマの平和を疑う」との題目で講演を行った。
  - 11月、自民党から自衛隊OBの目玉候補として2010年の第22回参議院議員通常選挙で比例区への立候補を打診されたが断った[32]。
- 2010年
  - 2月2日、日本文化チャンネル桜社長の水島総らと共に保守の全国組織「頑張れ日本!全国行動委員会」を結成し、会長に就任[33][34]。同会の実質的な運営者は、水島総だった[34]。
  - 10月、尖閣諸島での中国漁船衝突事件に抗議する集会を東京で組織した[35]。この集会で彼は、「尖閣諸島は日本の伝統的な領土であり、もし守らなければ、中国はそれを奪おうとするだろう」と発言し、日本の領有権を強く主張した[35]。
  - 12月、田母神事務所を解散し、個人商店化と住所移転（赤羽へ）を登記。
- 2011年
  - 8月、フジテレビが偏向報道を行っているとしてフジテレビ抗議デモに頑張れ日本!全国行動委員会会長として参加し、フジテレビに抗議書を提出した[36]。
- 2012年
  - 5月14日、世界ウイグル会議代表者大会に出席[37]。
  - 8月19日、尖閣諸島に日本の活動家グループを率いて上陸した[38]。この行動は、数日前に中国の活動家が同諸島に上陸したことへの対抗措置だった[38]（日本人活動家尖閣諸島上陸事件）。この翌月は、2012年の中国における反日活動や2012年尖閣諸島抗議デモが起こった。
  - 9月、自由民主党総裁選挙の際は、「安倍晋三総理大臣を求める民間人有志の会」発起人に名を連ねた[39]。

- 2014年
  - 2月9日、猪瀬直樹東京都知事の辞職に伴い行われた東京都知事選に立候補し、16人中4位の得票数（61万865票）で落選[40]。
  - 8月31日、「頑張れ日本!全国行動委員会」会長を辞任[41]。
  - 9月25日、太陽の党代表幹事ならびに国民運動本部長に就任。
  - 12月14日、第47回衆議院議員総選挙に、次世代の党公認で東京都第12区から出馬したが最下位で落選[42]。
- 2016年
  - 4月14日、2014年の都知事選の選挙運動中に、運動員に報酬を支払ったとして公職選挙法違反容疑で東京地検特捜部に逮捕された[43][13]。
  - 9月29日、約5カ月半拘置された後[44][18]、保釈保証金600万円で保釈[45]。
- 2018年
  - 最高裁で公選法違反（運動員買収）罪で懲役1年10カ月執行猶予5年の有罪判決が確定し、公民権停止5年の処分を受けた[13][46]。2023年12月に公民権が回復[13][47]。
- 2022年
  - 10月24日、大手ネット掲示板「爆サイ」の管理人総選挙に立候補[48][49]し、候補者36人中2位となる33,595ptを集めるも落選[50]。
- 2024年
  - 5月、「世界保健機関（WHO）が進めるパンデミック条約とCOVID-19ワクチンに反対する日比谷野外音楽堂での集会に参加した[51][52]。
  - 7月7日の東京都知事選挙に無所属で立候補したが[14][4]、56人中4位の得票数（約26.8万票）で落選した[53][54]。得票が有効投票数の1割未満だったため供託金300万円は没収された[55]。

## 最優秀藤誠志賞受賞論文
2008年10月31日、アパグループ主催の第1回『「真の近現代史観」懸賞論文』で、田母神の論文「日本は侵略国家であったのか」が最優秀賞に選ばれた。同日夜、浜田靖一防衛大臣が更迭を表明した。政府は更迭の理由として、「政府見解と明らかに異なる意見を公にすることは航空幕僚長として不適切」と説明した。政府の対応としては、田母神の職を解いたものの、定年退職を認め、退職金も規定通り支給するという措置をとった。この出来事は、現役自衛官かつ空自のトップである航空幕僚長が、政府見解と異なる歴史観を公に表明したことで大きな論争を引き起こした。
田母神の解雇の原因となったエッセイは、アパグループの元谷外志雄が主催した懸賞論文コンテストに応募されたものだった。田母神の論文は、元谷を含む審査員団（上智大学名誉教授の渡部昇一など）によって最優秀賞に選ばれ、300万円の賞金が授与された。その後、この論文は元谷が出版した懸賞論文受賞作品集『誇れる祖国、日本』に掲載された。
元谷代表は2008年に、『報道されない近現代史』（産経新聞出版）を出版し、2008年6月2日に開かれた出版記念パーティーで田母神が挨拶した。この本の出版を記念して、社会貢献活動として懸賞論文が企画された。懸賞論文の目的は、日本が正しい歴史認識に基づいて真の独立国家としての方向性を示す提言を支援することだった。

懸賞論文は、田母神が元谷代表に「財をなしたのだから社会に還元しては」と持ちかけたことが、企画のきっかけになったとされている。そのことから、防衛省内では「出来レース」ではないかという疑念が生じたという。田母神と元谷は親しい間柄で、航空幕僚長であった2007年に元谷代表をF15に体験搭乗させる許可を出したことがある。2009年8月6日、日本会議広島の講演では、「産経新聞と『正論』と『Will』を買って、アパホテルに泊まりチャンネル桜を見てください」と発言した。
論文の内容
論文は、「日本は侵略国家であったのか」という題で、「大東亜戦争は日本の侵略戦争ではなく、蔣介石国民党やアメリカを操ったコミンテルンによる策謀が原因であり、むしろ欧米諸国に侵略されていたアジアの国々の独立の道筋を結果として作り上げた」といった内容だった。
「我が国はコミンテルンに動かされた蔣介石により日中戦争に引きずり込まれた被害者」
「張作霖列車爆破事件も（中略）少なくとも日本軍がやったとは断定できなくなった。コミンテルンの仕業という説が極めて有力になってきている」
「日米戦争は、日本を戦争に引きずり込むために、コミンテルンに操られたルーズベルトによって仕掛けられた策略であった」
「日本は『朝鮮半島や中国大陸に軍を進め』たが、「相手国の了承を得ないで一方的に軍を進めたことはない」」
「我が国が侵略国家だったなどというのは正に濡れ衣」
「戦争が占領下の中国、台湾、朝鮮に繁栄をもたらした」
「多くのアジア諸国が大東亜戦争を肯定的に評価している」
「諸外国の軍と比べれば自衛隊は雁字搦めで身動きできないようになっている」
「アメリカに守ってもらえば日本のアメリカ化が加速し、日本の伝統文化が壊されていく」
とする説を展開した。

### 公表後の反応
この論文の主旨が政府見解（村山談話、小泉談話）と明らかに異なる歴史認識と示されるとともに、憲法との関係でも不適切な部分がある、それを外部に発表したこと、自衛隊最上層部への申請なく応募したとして、浜田靖一防衛大臣から航空幕僚長の職を解かれて航空幕僚監部付となったうえで、60歳定年が適用され、同年11月3日をもって自衛隊を定年退官する事態となった。浜田はこれについて、田母神が自ら辞職する意志もなく、また処分手続きに協力する見込みもないことから、田母神の空幕長としての定年である2009年1月21日までに懲戒手続きが終わる見込みがないため、早期に田母神を処分するためであったと説明した。田母神は、これまでも政府見解と異なる発言を繰り返していたため、自衛隊の幹部の間では、「いつか失敗するのではないかと心配だった」という声が聞かれていた。田母神は、2007年にも同様の内容の論文を、航空自衛隊の内部出版物『鵬友』2007年5月号に掲載していた。
同年11月11日、参議院外交防衛委員会に参考人として招致され、問題となった論文について民主党（当時）の浅尾慶一郎より質問を受け、論文内容を否定するつもりはないことを改めて強調した。
外交防衛委員会では、田母神が2002年から2004年の統合幕僚学校長時代に設置したカリキュラムについても取り上げられ、同校における具体的な教育内容が明らかになった。田母神は統合幕僚学校に「歴史観・国家観」講座を新設した。講座内容には「誇るべき日本の歴史」や「大東亜戦争肯定論」などのテーマが含まれていた。このカリキュラムは、陸海空自衛隊の佐官クラスを対象とした上級幹部育成のための内容だった。講師には「新しい歴史教科書をつくる会」の役員などを招き、講師陣の顔ぶれから、第二、第三の田母神を育成する仕組みが作られていたのではないかと疑う声があった。この講座は田母神が統合幕僚学校長を離れた後も継続して行われていたが、2010年に廃止が決まった。
退官行事は行われず、皇居への参内も認められなかった。幕僚長解任後、退職金約7000万円を受領。浜田靖一防衛大臣から自主返納を促されていたが、田母神は返納しない考えを示した。また、同年12月23日に日本会議熊本が主催して熊本市内で行われた「村山談話の撤回を求める熊本県民集会」講演で「制服自衛官の99%が私を支持していると思う」と主張した。12月、防衛省は「文民統制の面から重大」とする報告書をまとめ、当時の人事教育部長らを注意処分とした。
2009年2月19日、自民党有志の「日本の前途と歴史教育を考える議員の会」で講演を行い、自身の立場を改めて主張した。この講演で田母神は、以前に石破茂から「空幕長ともあろう人があんな偏った歴史観では困る」批判されたことに対して反論し、「偏っているのはあなただと言いたい」と発言した。さらに自身の更迭についても言及し、「辞表を書かなかったのは『ごめんなさい』と言いたくなかったからだ」と説明した。また、「一部調査では6 - 7割が私を支持しており、もう少し頑張った方が良かったかもしれない」と述べた

#### 世論調査、アンケート
2008年11月11日、参議院外交防衛委員会の参考人招致の場で、「Yahoo!の意識調査では58％が、私を支持している」と述べた。
Yahoo!アンケートでは58%が田母神を支持し、無料アンケート作成サービスの「ライブドア（リスログ）」での投票結果（有効投票数2,000以上）では、約72.4%が支持した。週刊文春は、このYahoo!アンケートについて、松木国俊などの支持者がネット上で広く協力を要請した痕跡があり、組織票があったと報じた。「朝まで生テレビ!（テレビ朝日）」での視聴者アンケートでは、6割以上が田母神論文を支持した。
一方で、メディアが行った電話によるRDD方式世論調査とは、大きな開きが出た。日本テレビの世論調査では、更迭について「適切と思う」が59％だった。NHKが行った世論調査では、田母神を空幕長にした政府の判断について、「大いに問題」が30％で、「ある程度問題」が35％だった。

#### 評価

##### 支持
アパグループの懸賞論文で審査委員長を務めた渡部昇一や、西尾幹二などの言論人は『WiLL』誌上などで支持した。また与党の自民党の国防議員の集まりでも田母神を擁護する声が相次いだという。田母神を擁護した議員の中には、村山談話に縛られたくない議員がおり、それに意を強くした田母神が今回の行動に出た可能性もあると中国新聞は社説で指摘した。田母神は、自分の歴史観と戦争観は、渡部昇一から大きな影響を受けたと述べている。渡部は、自衛隊幹部学校の講師を務めていた人物で、田母神は渡部の考え方から多くを学び、それが自身の信念の形成に大きな役割を果たしたと語っている。
田母神は、更迭後は全国の講演で引っ張りだこであったとされ、2009年2月の講演回数は計24回であった。

##### 不支持
保守派の論客からも強い批判が相次いだ。論文については、「引用ばかりで低レベル」との批判もあった。先の大戦において、蒋介石もアメリカもコミンテルンに動かされていたという主張は、「陰謀論」として批判された。
- 秦郁彦

現代史家の秦郁彦は、田母神論文で自著『盧溝橋事件の研究』が恣意的に引用されたことに不快感を示した。秦は、「論文というより感想文に近いが全体として稚拙と評ざるをえない」「論文は事実誤認だらけだ。通常の懸賞論文コンテストなら、選外佳作にもならない内容だ」「事件の1発目の銃弾は（旧日本軍の）第29軍の兵士が撃ったという見解には触れもせず、『事件は中国共産党の謀略だ』などと書かれると誤解される。非常に不愉快だ」などと批判した。また、秦は著書『陰謀史観』で、田母神の歴史観を陰謀論であると評価した。さらに、「彼らがこの種の『正論』を引っさげ、アメリカへ出かけて論戦しようと試みた形跡はなく、日本人の一部有志に訴える『国内消費用』の自慰的言論に終始した」とも述べている。
- 石破茂

前防衛相の石破は、「田母神空幕長は文民統制について全く理解をしていなかった」とテレビなどで批判した。また、自身のブログで「文民統制の無理解によるものであり、解任は当然。しかし、このような論文を書いたことは極めて残念」「歴史はその本質が科学である以上、あくまで客観的に捉えるべき」と見解を示した。なお、石破茂防衛大臣は、2004年3月の海上自衛隊幹部候補生学校の卒業式で、自衛官は政治に関与してはならないが、政治に関心を持ち、専門的な立場から意見を述べることは自衛官の権利であり義務だと述べた（「文藝春秋」2009年1月号）。石破は、田母神が自身の発言に触れることについて、「私は自衛官が装備や権限について、専門家である自衛官の意見を文民統制の主体たる大臣に述べることを求めたのであり、歴史観や憲法観についての発言を公の場で為すことを促したのではない」と説明した。
- 太田述正

防衛庁出身の評論家である太田は、「田母神氏の論文は、典拠の付け方や、典拠の選び方一つとってもシロウトの域を出ていません。しかも、内容的にも論理が首尾一貫していない箇所が散見されます。遺憾ながら、彼は、大将クラスの軍人のグローバルスタンダードに達していない無能な人物である、と申し上げざるをえないのです。」と批判した。
- 中国新聞

田母神は、「政府見解による言論統制はおかしい」として「言論の自由」を繰り返し主張したが、それに対し言論の自由は民主国家における基本的人権の一つであるが、もともとは弱者の言論を守るための権利であり、影響力の高い地位にいる人が、その力を後ろ盾に自説を吹聴するために持ち出す論理ではないと社説で批評した。
- その他新聞各社

複数の新聞が、田母神の戦前の日本の侵略と植民地支配を正当化する主張に対して強い懸念を示した。岩手日報は「薄気味悪さ」を感じると述べ、琉球新報は「旧日本軍の亡霊が生き返ったかのような錯覚」を覚えたと報じた。茨城新聞や長崎新聞などは、個人の思想信条の自由は認めつつも、自衛隊トップとしての職責上、政治の統制に服する義務があると指摘した。読売新聞も同様の立場を取り、田母神の主張は「言論の自由」を履き違えていると批判した。日本経済新聞や毎日新聞は、田母神の歴史観が自衛隊内部に広がっている可能性を指摘し、懸念を表明した。西日本新聞も、過去の教訓を忘れてはならないと警鐘を鳴らした。朝日新聞や北海道新聞は、この問題を文民統制の危機として捉え、政治の責任を追及した。山梨日日新聞も同様に、政治の責任を検証する必要性を指摘した。新潟日報は、田母神に対する断固とした処分を行うべきだと主張し、これこそが文民統制であると述べた。
- 防衛省

2008年12月25日に防衛省から提出された資料では「自衛隊員が、有する経験や専門的知識に基づき適切な形で意見を述べることは、我が国の安全保障にとって必要なことであると考えている。」としながらも「しかしながら、いかなる場合でも、自衛隊員、特に航空幕僚長のような幹部は、その社会的立場に留意し節度ある行動をとることは当然である。実力組織である自衛隊を運用し、任務を遂行するという重い責任を有している自衛隊員は、自らを格別に厳しく律する必要がある」とされており、自衛官、特に幕僚長という立場の重さを強調した。
- その他、笠原十九司、纐纈厚、上杉聰、小林節、水島朝穂が東京新聞上で田母神の近現代史の事実認識が「低レベル」である等と批判した[92]。また自由法曹団、全日本民医連などが抗議声明や意見書を提出した[93][94][95]。

#### その他の自衛官による応募
このアパグループの第一回懸賞論文には、田母神以外に94人の航空自衛官が応募していた。田母神は、この懸賞論文について、自身が応募するだけでなく、周囲の人々にも応募を呼びかけていた。論文を書くことは勉強になり、いろいろ調べなければならないため、航空幕僚監部の教育課長だった石井義哲にも、応募のことを紹介し、みんなに勧めるように言ったという。教育課は、全国の部隊に応募要領をファクスで通知していた。
2009年11月11日、防衛省防衛監察本部は、「真の近現代史観」懸賞論文に航空自衛官97人が応募していた問題について「航空自衛隊が組織的に一民間企業の活動に協力したと見られても仕方なく、行政の中立・公正性の観点で慎重に検討しておらず適切ではない」「航空幕僚監部から数多くの部隊に懸賞論文への応募を促し、第6航空団や航空救難団では組織として、あるいは職務命令により応募させたと考えられるものもある」との監察結果を公表した。

## 主張・発言

### 歴史認識
日中戦争と第二次世界大戦に関する歴史認識で物議を醸している。大日本帝国による慰安婦や南京事件を、戦勝国によるでっち上げであると否定している。慰安婦問題に関して日本会議の立場を支持し、請願署名運動に参加した。
空幕長就任前である2003年7月から2004年9月まで、航空自衛隊の隊内誌『鵬友』での連載「航空自衛隊を元気にする10の提言」にて、「東京裁判は誤りであった」「南京大虐殺があったと思い込まされている」とする主張を掲載。
関東大震災における朝鮮人虐殺事件について認めない態度をとっている。2024年の東京都知事選に出馬した際に「関東大震災朝鮮人犠牲者慰霊式典」について、「式典には出席しない、追悼文も送らない」「式典は反日をあおるだけだと思う」と回答した。
自著『自らの身は顧みず』にて、「私は心底国家国民の将来を思って、問題とされる論文を書いた。今の自虐史観が払拭されなければこの国は駄目になってしまうという危機感を抱いている。しかし私の国家国民への熱い思いへの回答は、私の更迭というものであった。そして保守政党『自由民主党』は、またも保守政党から遠い政党になってしまった。また少し左に寄ってしまった。自民党は、今後さらに強力に村山談話を奉っていくことになるだろう。しかしそれでも私はこの国の将来に希望を捨てていない」と述べた。

### 核武装
日本の核武装を主張し、国内外で議論を呼んだ。非核三原則に対しては、否定的な立場を取り、「はじめから『持ちません』と言ってしまえば、核抑止力は低下する」と述べた。憲法9条については、改憲を主張した。
2004年9月15日、アパグループの会合「日本を語るワインの会」に航空総隊司令官（当時）として出席し、「中国に対抗する勢力を作り、それを中国に認めさせるためには、日本が自立した国となり核武装を行うことが必要なのかもしれない」、「最初から『日本は核武装を絶対しない』と宣言するのは馬鹿げたことだ」と発言した。
『WiLL 2009年06月号』への寄稿では、「NATOの枠組みの中で行われ、NPT体制下でもすでに機能しているニュークリア・シェアリング・システムは、日本の国状にあった方法であり、『核をシェアできないなら、日本は独自で核を持つぞ』とアメリカに迫る交渉カードになる」と論じた。
2008年12月1日、イギリスのジャーナリストからの質問に対し、「1945年に核保有国日本の将軍であったなら、アメリカに対して核兵器の使用を検討したかもしれない」と回答した。
2009年8月6日、広島県で開催された日本会議広島の講演「ヒロシマの平和を疑う」で、「3度目の核攻撃を防ぐため、（日本は）核武装すべきだ」と語った。さらに、平和公園での記念式典への参加者について、「被爆者や被爆二世はなく、左翼ばかり」と述べた。この講演は、被爆地広島での原爆記念日に行われたことから、被爆者団体から抗議の声が上がり、講演の中止を求める共同声明が出された。
2020年、核兵器禁止条約について、ツイッターに「核廃絶は平和ではなく戦争に繋がると主要国の指導者は理解している。核武装国は参加していないが日本も参加すべきでない」と否定的な見解を投稿した。

### 自衛隊イラク派兵差止訴訟判決に対して
2008年4月に名古屋高裁が自衛隊のイラク派遣を違憲と判断した判決に対し、流行のコメディアンの口調で「そんなの、関係ねえ」と記者会見で発言した。この発言は笑いを取る意図で行われたが、国会などで問題視された。後日、この発言が問題視されたことについて、「失敗したと思う。あんなに叩かれるんだったら、『おっぱっぴー』までちゃんとやっときゃよかった」と語った。
経緯
2008年4月17日、自衛隊イラク派遣に際して「自衛隊イラク派兵差止訴訟の会」が起こした訴訟で名古屋高等裁判所（青山邦夫裁判長）が「傍論として武力行使を禁じたイラク特措法に違反し、日本国憲法第9条に違反する活動を含んでいる。」と指摘し、「違憲の確認と派遣の差し止め、及び損害賠償を求める。」と判決を言い渡した。
翌4月18日、航空幕僚長だった田母神は、防衛省の記者会見で「判決が現地で活動する隊員に与える影響」を記者から質問され、「純真な隊員には心を傷つけられた人もいるかもしれないが、私が心境を代弁すれば大多数はそんなの関係ねえという状況だ」と発言。
4月25日、この発言が国会などで問題視された事を受け、「発言の真意は判決によって自衛隊が直ちに行動できるわけでない、航空自衛隊は国会で決められた法律に基づき、政府の命令で派遣されており、違憲判決で直ちに撤収できるということでなく、あくまで政府の命令で動くという意味で、われわれの行動に関係しない、という意味だった」と説明。その上で、「お笑いタレントと同じような表現となって、不適切だった」と述べた。石破茂防衛大臣（当時）は、当時流行していたお笑い芸人小島よしおのギャグを意識して言ったのではないと本人から聞いたということや、会見録からも茶化して言ったという感じではないということを衆議院安全保障委員会で弁解した。
国会でのこの発言に関する質問主意書が提出されたが、政府は、国側勝訴の判決と説明を加えた上で、憲法九条に違反するとの傍論の部分は「判決の結論を導くのに必要のない傍論にすぎず、政府としてこれに従う、従わないという問題は生じないと考え」ており、田母神の発言は「政府と同様のこのような認識に立った上で〔中略〕必ずしも正確な表現ではないが、自らの言葉でこのような発言をしたものと承知している。また、防衛行政については、シビリアン・コントロールの下、法令に基づき、適切に行われている。」と答弁した。
「そんなの関係ねえ」との発言のフレーズは、その後も多くのマスコミで繰り返し引用され報道された。
2008年12月16日、田母神論文問題による更迭後に刊行された自著『自らの身は顧みず』では、「そんなの関係ねえ」発言の意図は笑いを取るつもりであったが、一部のマスコミから「危険人物」と言われてしまったという。また、同年12月21日の名古屋市内での記者会見にて、航空自衛隊イラク派遣部隊の空輸活動が名古屋高裁で違憲とされた事について、「全く関係ねえです」と再び小島よしおのギャグを引用。会見後に行われた講演（日本世論の会愛知県支部主催）の冒頭で、「あの時に『オッパッピー』までやっておけばよかった」と発言した。

### 憲法9条
2008年11月に第170回国会参議院外交防衛委員会に参考人招致された際、「集団的自衛権を認めるべき」とする改憲論を述べた。質問にたった浅尾慶一郎から「集団的自衛権の行使を認めるべきだという趣旨で書かれたのではないということですか」と問われたのに対し、「特にそこまでは訴えておりません」と述べるも、「国を守ることについて、これほど意見が割れるようなものは直した方がいいと思います」という答弁をした。田母神の主張は物議を醸した。また、自衛隊内で違憲教育を主導していたことも指摘された。
2009年5月2日に日本青年会議所大分ブロック協議会で開催された護憲派、改憲派による憲法タウンミーティングに改憲派として参加。現行憲法について、「何がやりたいか明確でなく、自分の身も守れない永久子ども憲法だ。今のままでは国益を守れない」、「軍人は好戦的と言われるが、自分の部下を死なせたくないから、戦争には慎重だ」と述べ、「憲法9条に『陸海空軍はこれを保持する』と書いたらいい」と主張した。
- 2024年都知事宣の公約では、「日本軍を取り戻すため占領憲法の無効化を目指す」[131]。

### 安全保障政策
- 専守防衛については、「専守防衛（今の法律）では抑止力（思いとどまらせる力）にはならない。」「防御のみを考えていては、防御すること自体が一歩遅れてしまう危険性が有る」と訴えた[132]。
- 自衛隊法については、「警察職務執行法7条を流用した自衛隊法90条」を「国際法を順守する内容」に改正し、「ROE（交戦規定）を明確にすべきだ」と主張している[133]。
- 徴兵制については、「徴兵制の軍隊は、志願制より弱いのです。志願制で間に合うのであれば、徴兵制は採用すべきではないのです」として徴兵制度には否定的立場をとっている[134]。
- 兵器の購入法に関して、中身（本当の性能）が分からない商品（F-35）を、販売業者の言うがまま買うことに反対し、適正価格で購入する様に要請した[135]。
- クラスター爆弾について、空幕長時代の2007年5月25日の定例会見で、日本の長い海岸線の防御に有効であり、防衛手段として必要と発言。クラスター爆弾は子爆弾を多数含んでいるため、使用後に不発弾として残る事が問題視されているが、「クラスター爆弾で被害を受けるのは日本国民。国民が爆弾で被害を受けるか、敵国に日本が占領されるか、どちらかを考えた時、防御手段をもっておくべきだ」述べた[136][137]。なお日本政府はこれ以降、クラスター爆弾に関する条約を批准するため、2008年11月28日の安全保障会議で自衛隊が保有するすべてのクラスター弾の廃棄を決定した。

### 言論の自由
自著『自らの身は顧みず』にて、「日本には反日的言論の自由は無限にある。日本のことをいくらでも悪く言うことができるし、それによって国会が紛糾することもない。一方、親日的言論の自由は極めて制限されている。特に自衛隊に関することと歴史認識については言論が封じられ、言っただけで問題を引き起こす。今回の私の論文がその典型である。問題になるのが分かっていて何故言うのかという疑問があるだろう。それは、問題にしないということは少しずつ反日に同調するということを意味するからだ。これまでの歴史の推移を見れば、それは明らかである。そのとき少し譲歩して収めたとしても、次回はもっとつらくなる。もっと言論が不自由になる。この繰り返しでは日本はやがて崩壊してしまう」と述べている。
また、敵基地攻撃能力や核兵器について、自衛隊に所属していたあいだは議論すること自体が難しいとも感じていたと述べ、攻撃能力や核兵器保有を決定するのは政治であるが、議論することすらも許されないであれば日本は独裁国家と同じであると述べた。
2008年12月26日号の雑誌フライデーでは「2年前に五百旗頭真防衛大学校長が、新聞紙上で自衛隊のイラク派遣反対の意見や小泉総理（当時）の靖国神社参拝反対の意見を公表しました。防大校長も自衛隊員ですが、その発言の責任を問われる事はありませんでした」と発言した。また、第7代防衛大学校校長の西原正も在任期間中に小泉首相の私的懇談会「対外関係タスクフォース」に参加しており、当時の五百籏頭真校長も福田内閣の外交政策勉強会、防衛省改革会議に参加するなど政策提言者としての行動を行っている。
2009年8月2日には、幸福実現党の大川きょう子宣伝局長（当時）との対談記事が全面広告として産経新聞に掲載され、「日本には軍事に関する言論の自由がない」「国連中心主義はおかしい」等と主張した。なお、選挙期間中に幸福実現党が新聞各紙に掲載した大川隆法による文章では、靖国神社問題と絡めて田母神を擁護する内容もあった。
但し、日本国憲法は第12条後段で、「権利・自由は濫用されてはならず、常に公共の福祉に適うものでなければならない」と定めている。

### 拉致問題
2009年2月28日、若宮会講塾主催の講演会「拉致問題と国防」において、「自衛隊を動かしてでも、ぶん殴るぞという姿勢を北朝鮮に見せなければ拉致問題は解決しない」と述べた。講演に先立つ記者会見でも同様の発言をし、「『ぶん殴る』とは具体的には何か」と質問されると、「自衛隊を使って攻撃してでもやるぞという姿勢を出さないと、北朝鮮は動かない」と答えた。
家族会事務局長（当時）の増元照明、特定失踪者問題調査会代表荒木和博らとのパネルディスカッションでは「よその国の軍と同様に自衛隊が動けていたら、工作船を沈めることができ、拉致被害は相当少なかったと思う」と述べた。
この発言に対して北朝鮮の国営通信社「朝鮮中央通信」は、田母神を「日本軍国主義勢力の代弁人を自称し、内外の糾弾にさらされている極悪な右翼反動分子」とし、「反朝鮮対決と戦争の狂信者だけが吐くことのできる許しがたい暴言」、「朝鮮半島をはじめアジアと世界を征服しようとする日本の反動層の再侵略野望が頂点に至っていることを示すもの」、「朝鮮の自主権に対する挑戦、アジアの平和と安全に対する脅威」と非難した。

### 福島第一原子力発電所事故
2011年7月末に東京都で開かれた「福島支援シンポジウム」にて、「危ない危ないと言われるが、実際そんなに福島の放射線は危なくない。原発の上を飛ぶカラスが落ちましたか。原発近くの海で魚がどんどん浮きましたか。危なくないということがだんだん実証されてきている」と述べた。原発の稼働を巡る論争については、「私は原発推進派。一流の国を目指す上で原発は必要」と主張した。
その他にも、「（世田ヶ谷で検出された2.7マイクロシーベルトの）1万倍の放射線でも24時間、365日浴びても健康上有益」「（福島第一原発から）発生する高濃度汚染水は、欧州ではコーヒーを飲むときの水」などと発言した。
これらの発言から、原発に批判的な考えを持つ小林よしのりとは対立するに至っている。

### 伝統的価値観の擁護と反グローバリズム
持続可能な開発目標、ヘイトスピーチ規制、LGBT容認、男女平等を「日本弱体化のための罠だ。日本は強くなってこれらから抜け出して欲しい」と断じた。
- グローバルスタンダードに合わせて日本の国内制度を改変することを批判する。特に米国流の内政改革には批判的で、1990年代以降の規制緩和や市場原理主義は経済の長期低迷を招いたと主張する。また、デフレ脱却には従来の規制緩和と緊縮財政ではなく、公共事業を中心とした積極財政に転換することこそが有効であると述べた[151][152]。
- 選択的夫婦別姓制度導入に反対[153][154]。2020年、世論調査で選択的夫婦別姓に賛成7割とのニュースに対し、「女性は愛する男性の姓を名乗ることに喜びを感じる」と投稿した[155]。
- 男女共同参画に反対[119]。
- 同性婚に反対[156]。渋谷区のパートナー条例に触れ、「これでは国が壊れていく」「人類社会が続かなくなる」と述べ、同性婚制度に異議を唱えた[157]。
- LGBTは間違っていると述べている[20]。
- ワクチン政策の見直し[131]。
- 外国人への生活保護の廃止。外国人が企業した場合の補助金の見直し[158][131]。移民の制限に賛成、外国人参政権に反対[98]。
- 自虐史観教育の修正、教科書採択の適正化[131]。
- 道徳教育の強化。教育勅語や修身の教科書の復活。国家・国旗の尊重[131]。
- 子ども手当などについては、「国民がどんどんなまける方向に進んでいる」と批判[33]。

### 体罰に賛成
体罰は子供の成長に必要な要素の一つとして捉えている。大人の言うことを聞かない子供に対して、「1、2発の拳」なしでどうやって何かを学ばせることができるのかと疑問を呈している。また、体罰に関する基準は文部科学省が定めるのではなく、教師の裁量に任せるべきだと主張している。
- 2010年、『それでも、体罰は必要だ！』という本を戸塚宏と共著で出版した[160]。戸塚は、1979年から1982年にかけて体罰が原因とする塾生5名の死亡事故を引き起こした戸塚ヨットスクール事件で傷害致死罪、監禁致死罪で起訴され、最高裁で懲役6年で判決が確定し、2006年4月29日に刑務所を満期出所した[161]。
- 2013年2月15日、ツイッターで、学校での体罰やいじめ問題をマスコミが取り上げることについて批判的な見解を示し、体罰やいじめで騒ぐのは左翼思想であるとした[162]。具体的には、「体罰といじめが大きな問題だとマスコミなどで騒がれています。すでに社会的に認知されているセクハラ、パワハラなどとともに、騒げば騒ぐほど現場の指導的立場の人たちが指導力を失うことになります」「背景には強い者は悪く、弱い者が正しいという左翼思想が存在しているのです。日本弱体化進行中」とツイッターに投稿した[162]。
- 2022年12月、保育園での虐待事件に関するツイートでは、子供の足を掴んで逆さづりにすることを「子供が喜ぶことなんかよくあることだ」と述べ、保育士の逮捕を疑問視した。この発言については、支持者からも厳しい意見が寄せられた[163]。

### 家制度の復活に賛成
X（旧ツイッター）で、繰り返し家制度の復活を呼びかけている。例を挙げると、「戦前の大家族制度を取り戻してはどうかと思う」「家を単位として課税するようにして大家族の方が税が安くなるようにすれば大家族制を誘導できる。年寄りの一人暮らしを無くすには家督相続制度を復活する事がいい」「昔の家制度があれば、今のような孤独死の問題も年金の問題もなくなるのではないかと思います」などと発言した。

### 岐阜県岐南町の町長セクハラ疑惑について
セクハラ問題を軽視する発言をしている。2024年2月28日に自身のXで、岐南町議会で起きた町長が女性職員に対し体を触るといったセクハラ行為などをしていたとする事件に対して、「セクハラ疑惑とか言ってテレビが騒いでいる。なんともまあうるさい世の中になったものだ。日本に昔からあった寛容性が失われている。多くの人にとって気を遣いながら生きる息苦しい時代になった。」と発言し、インターネット上で批判を浴びた。

### 沖縄米兵レイプ事件でのデマ発言
2012年10月16日、沖縄で米軍兵士2人による性的暴行傷害事件に関して、「平成7年の女子高生暴行事件も朝の4時だったそうです。朝の4時ごろに街中をうろうろしている女性や女子高生は何をやっていたのでしょうか」とツイッターで発信し、被害者を非難するような内容を発信した。この発言は「朝4時なら女性はレイプされても当然なのか」などの多くの批判を招き、被害者に対する二次的な被害（セカンドレイプ）だと指摘された。さらに、田母神が言及した平成7年の沖縄米兵少女暴行事件の被害者は高校生ではなく小学生の女児であり、犯行時刻も朝4時ではなく夜8時だった。なお、批判を受けた後も田母神はこの投稿について謝罪、訂正などをしていない。

### 統一教会との関係
- 2009年2月20日、田母神は、統一教会幹部の阿部正寿が評議員、統一教会幹部のペマ・ギャルポが顧問を務める団体「呉竹会」のイベントに参加した[171][172]。
- 統一教会の関連団体であり文鮮明を教祖として韓国で設立された国際勝共連合などが中心となり、1979年に「スパイ防止法制定促進国民会議」が設立[173][174][175]。同団体の発起人を務めた加瀬英明は[176]、田母神が2014年東京都知事選挙に出馬する際の会見で応援メッセージを述べた[177]。
  - 2023年2月23日、田母神は「昨日加瀬英明氏を偲ぶ会が開催され参列した。私が田母神論文で自衛隊を退官しバッシングを受けている頃、20年後、30年後に田母神論文を境に日本の歴史認識が変わったと言われる時代が来るからがっかりしないで頑張ってくださいと、故渡部昇一先生とともに励まして頂いた。信念の人、侍だった。」とツイッターに投稿した[178]。
- 2018年4月28日、田母神は、杉田水脈、今村洋史らとともに、統一教会幹部の阿部正寿が評議員、統一教会幹部のペマ・ギャルポが顧問を務める団体「呉竹会」の懇談会に出席した[171][172]。
- 2024年1月1日、統一教会系日刊紙「世界日報[179][180]」のインタビューで、旧統一教会の解散命令請求に関して批判的な見解を示した[181]。聞き手の豊田剛は世界日報の本部長だった[182]。このインタビューの中で田母神は、「日本を貶める言論の自由は無限にある一方で、日本を擁護する言論の自由は極めて制約が多く、擁護すると袋叩きに遭うことが多い。マスコミが左の方ばかり見ているからだ。それに対する勢力への言論弾圧が常時行われている。30年前の日本国民の方が諸制約もなく豊かで幸せだった」と述べ、さらに「旧統一教会の解散命令請求でもそうだ。合法団体にもかかわらず、自民党はなぜ守ろうとしなかったのか。それどころか、周りが騒いだ結果、違法団体であるかのように扱い、解散させよとなった。その時の一方的な都合で対応をしてしまったが、本来は信者の自由を守る必要がある」と発言した[181]。
- 2024年2月10日、田母神は、杉田水脈、有村治子、今村洋史、高須克弥、茂木弘道らとともに、統一教会幹部の阿部正寿が評議員、統一教会幹部のペマ・ギャルポが顧問を務める団体「呉竹会」が主催した「呉竹会大アジアフォーラム」に参加し、スピーチをした[183][184][185]。
- 2024年6月29日、田母神は、高須克也とともに、統一教会幹部の阿部正寿が評議員、統一教会幹部のペマ・ギャルポが顧問を務める団体「呉竹会」の講演会で登壇した[171][172][186]。

## 選挙歴
| 当落 | 選挙                   | 施行日         | 選挙区   | 政党                             | 得票数  | 得票率 | 得票順位 /候補者数 | 比例区 | 惜敗率 |
| ---- | ---------------------- | -------------- | -------- | -------------------------------- | ------- | ------ | ------------------ | ------ | ------ |
| 落   | 2014年東京都知事選挙   | 2014年2月9日   | -        | 無所属（維新政党・新風支持など） | 610,865 | 12.5%  | 4/16               | -      | 28.9%  |
| 落   | 第47回衆議院議員総選挙 | 2014年12月14日 | 東京12区 | 次世代の党                       | 39,233  | 18.5%  | 4/4                | 重複   | 44.3%  |
| 落   | 2024年東京都知事選挙   | 2024年7月7日   | -        | 無所属                           | 267,699 | 3.92%  | 4/56               | -      | 9.17%  |

### 2014年東京都知事選挙

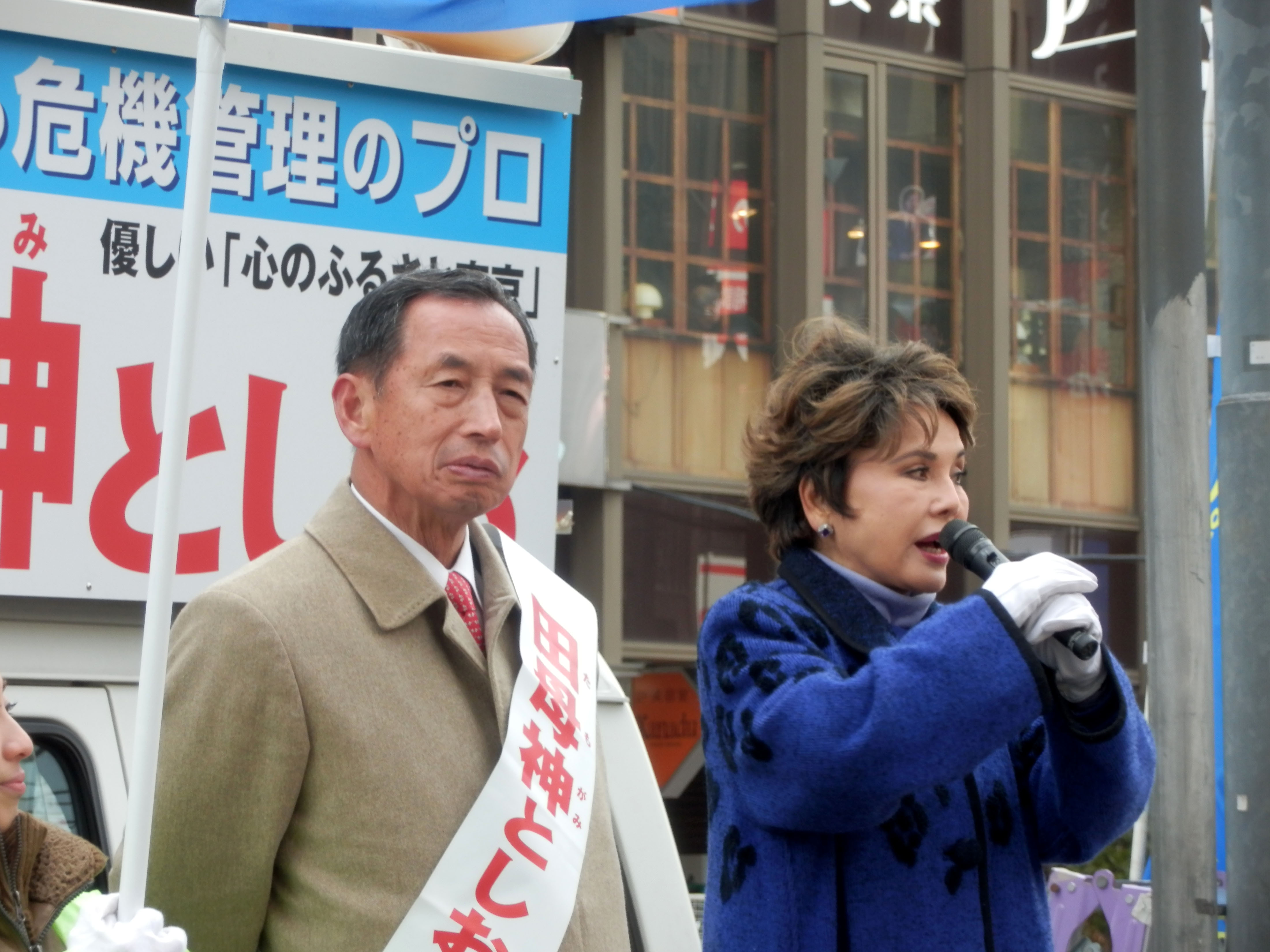
デヴィ夫人の応援演説を受ける田母神（2014年2月6日）

2014年1月7日、2014年東京都知事選挙に無所属で立候補する意向を固め、衆議院第一議員会館にて出馬会見を行った。会見には石原慎太郎、加瀬英明、すぎやまこういち、中山成彬、西村眞悟らが出席。予てから頑張れ日本!全国行動委員会などで運動を共にしていた水島総が選挙対策本部長（＝選挙対策本部の責任者）を務め、街頭演説では石原慎太郎、平沼赳夫、デヴィ・スカルノ、百田尚樹、三橋貴明らが応援演説を行った。また、葛城奈海やsaya、浅野久美ら女性弁士による応援演説も多く、女性弁士らを「田母神ガールズ」と称する報道もあった>。保守界隈が一丸となった応援によって、「ネット右翼層」から絶大な人気を集め、ネット上で「田母神旋風」が起きた。

#### 主要政策
- 首都直下地震などの災害対策として自衛隊を中心とした救助態勢の構築[177]。
- 首都大学東京へのインターネット上で講義が受けられる国際的な大学の設置[177]。
- オリンピックに向けた東京強靭化[177][192]。
- 消費税増税対策として、都民税減税の実施、中小企業の支援策として公共事業を2兆円規模で拡大[193]。
- 安全性を十分確保した原発の再稼働[194]。
- 1月23日の街頭演説では、耐震強化と即時災害体制の構築、美しい景観づくり、子育て世帯の家賃減額や育児施設の整備、歴史教育改革などについて語った[195]。

#### 政治家
- 石原慎太郎（日本維新の会共同代表・元東京都知事）[196][197]
- 岡野俊昭（元銚子市長）[196]
- 小坂英二（東京都荒川区議会議員）[196]
- 小林正（日本社会党・新進党元参議院議員）[196]
- 土屋敬之（元東京都議会議員）[196]
- 中丸啓（日本維新の会参議院議員）[196]
- 中山成彬（日本維新の会衆議院議員）[196]
- 西村眞悟（無所属衆議院議員）[196]
- 平沼赳夫（日本維新の会衆議院議員）[196]
- 三宅博（日本維新の会衆議院議員）[196]
- 松田学（日本維新の会衆議院議員）[196]

#### 大学教員
- 小堀桂一郎（東京大学名誉教授）[196]
- 西部邁（元・東京大学教授）[196]
- 藤岡信勝（元・東京大学教授、元・拓殖大学教授）[196]
- 中西輝政（京都大学名誉教授）[196]
- 荒木和博（拓殖大学教授）[196]
- 井尻千男（拓殖大学名誉教授）[196]
- 小田村四郎（拓殖大学元総長）[196]
- 関岡英之（拓殖大学客員教授）[196]
- 石平（拓殖大学客員教授・評論家）[196]
- 濱口和久（拓殖大学客員教授・(株)防災士研修センター常務）[196]
- 小山和伸（神奈川大学教授）[196]
- 杉原誠四郎（武蔵野大学教授・新しい歴史教科書をつくる会会長）[196]
- 富岡幸一郎（関東学院大学教授・鎌倉文学館館長）[196]
- 西尾幹二（電気通信大学名誉教授）[196]
- 渡部昇一（上智大学名誉教授）[196]

#### 実業家
- 中條高徳（アサヒビール名誉顧問、国家基本問題研究所理事、日本会議代表委員）[196]
- 上念司（株式会社「監査と分析」代表、経済評論家）[196]
- 水島総（映画監督、日本文化チャンネル桜元社長）[196][注 9]
- 元谷外志雄（アパグループ代表）[196]

#### 評論家・芸能人など
- 浅野久美（キャスター）[196]
- 石橋磨季（写真家）
- 井上和彦（ジャーナリスト）
- 大高未貴（ジャーナリスト）[196]
- 加瀬英明（外交評論家）[196]
- 鍛冶俊樹（軍事ジャーナリスト）[196]
- 葛城奈海（女優・タレント）[196]
- クライン孝子（作家）[196]
- 佐藤守（軍事評論家）[196]
- 佐波優子（アナウンサー）[196]
- デヴィ・スカルノ（デヴィ夫人）（タレント・スカルノ元大統領第3夫人）[198]
- すぎやまこういち（作曲家・日本作編曲家協会常任理事）[196]
- 西村幸祐（評論家）[196]
- 坂東忠信（評論家、元警視庁警察官）[196]
- 百田尚樹（作家） - 米「TIME誌」は、「田母神を最も声高に支持したのは、安倍首相と親交があった作家の百田尚樹氏だった」と書いた[98]。
- 三橋貴明（経済評論家）[196][199]
- 宮崎正弘（作家・評論家）[196]
- 宮脇淳子（東洋史家・学術博士）[196]
- 三輪和雄（政治活動家・日本世論の会会長）[196]

### 都知事選後
4位で落選後、「いったん政治の世界に足を踏み入れた以上は、堅気の世界に戻れない」という意思を田母神の都知事選でのたたかいを労う会合で表明。2014年に産経新聞出版から著書『田母神戦争大学』を出版し、また同名の講演を行って、国政政党「日本真正保守党」を立ち上げると公式に宣言した。2014年8月25日には、自身の国政進出のプランを記した書籍『田母神新党』をワニブックスより刊行。

### 次世代の党参加と衆議院選挙
2014年9月25日、西村眞悟と共に当時休眠状態にあった太陽の党に参加。国民運動本部長に就任した。同年11月26日、太陽の党は結いの党との合流に否定的な日本維新の会石原グループが結成していた次世代の党に合流し解散。同党の副代表に就任した。
11月28日次世代の党公認で2014年衆議院議員選挙に東京12区より出馬すると表明。12月14日、東京12区は連立与党公明党の太田昭宏国土交通大臣の活動区域であるが、自民党を含む保守層の一部には公明党、並びに支持母体の創価学会に否定的な見方をする者もおり公明党へ対決姿勢を示したが、落選。重複立候補していた比例東京ブロックでは、次世代の党が議席をとれず比例復活もならなかった。

### 公選法違反で逮捕・有罪判決が確定
2014年の東京都知事選に出馬した際、田母神の選挙陣営が選挙運動員に報酬として現金を配ったとされる問題が、2015年に報じられた。この問題は、田母神の資金管理団体が支援者などから集めた1億3265万円のうち、5000万円余りの支出を使途不明金として記載していたことから発覚した。東京地検特捜部が捜査を開始し、政治資金の不正流用による業務上横領の疑いも含めて調査が行われた。2016年、田母神は公職選挙法違反（運動員買収）の容疑で東京地検特捜部に逮捕された。2017年、東京地裁で懲役1年10月、執行猶予5年の有罪判決を受けた。2018年、最高裁で有罪が確定し、5年間の公民権停止処分を受けた。公民権停止期間は2023年末に終了した。田母神は裁判中、報酬支払いを了承したつもりはないと主張し、無罪を訴えていた。
東京都知事選の支持母体は、「日本文化チャンネル桜」の傘下組織である『頑張れ日本!全国行動委員会』であり、保守界隈が一丸となって応援した。田母神は後援会をもっていなかったため、「チャンネル桜」の水島総は自ら選挙対策本部長に名乗り出た。田母神は、水島に政治資金の管理（幹事長）から選挙スタッフの募集までの一切を任せていた。しかし選挙後、使途不明金について水島ら選挙スタッフが田母神を告発し、疑惑を追及した。公職選挙法違反が確定すると、「チャンネル桜」は田母神批判を行った。
経緯
2015年2月19日、田母神は記者会見で、都知事選選挙対策本部の会計責任者だった50代男性が、田母神の政治資金1億数千万円のうち約3000万円を、私的に使い込んでいたと発表した。田母神はこの人物に関し、「男性（会計責任者）は、自衛隊で先輩だった事務局長が連れてきた人間で、信頼し任せっきりになってしまっていた。寄付を頂いた皆さまには申し訳なく、監督責任を感じている」と話した。3月10日、田母神は、会計責任者に対する業務上横領罪の告訴状を警視庁に送付した。
11月27日、総務省が2014年分の政治資金収支報告書を公開。同日、田母神の資金管理団体に、約5000万円の使途不明があったと報じられた。
2016年3月、都知事選で選対本部長を務めた水島総の告発を受け、東京地方検察庁特別捜査部（以下「東京地検特捜部」）が、政治資金を私的に流用した疑いで田母神の事務所などを捜索した。水島は、元会計責任者だけでなく、田母神本人と選対事務長を含めた「3人が私的に資金を流用していたとする証言がある」と主張した。関係者によると、使途不明金の一部が、運動員への謝礼に充てられていた可能性があるほか、田母神らの個人的な使途に使われた疑いがあると指摘された。
その後の調べで、政治資金収支報告書の記載から、田母神に関連する3つの政治団体で計約5500万円が「使途不明金」になっていることが判明した。
2014年の東京都知事選の後、田母神の選挙対策本部は、慰労金として、複数の運動員に現金を配っていたことが判った。田母神は選挙対策本部の事務局長から「選挙の慰労として計2000万円を配ろうと思う」と相談を受けたが、額の大きさから本部長に確認するよう伝えた。しかし、約10日後に現金を受け取った運動員から「ありがとうございました」と言われ、現金が配布されたことを知った。田母神は、その運動員に「君は100万円の予定だったが、僕が200万円に増額しておいたよ」と声をかけたことを認めた。弁護側から真意を尋ねられた田母神は、「一度支払ってしまった以上、回収は不可能だから、せめて恩を売ろうと考えた」と答えた。
2016年4月14日、公職選挙法違反の疑いで東京地方検察庁特別捜査部に逮捕された。同年9月29日、約5カ月半拘置された後、保釈保証金600万円で保釈された。
2017年5月22日、東京地裁にて懲役1年10月、執行猶予5年の有罪判決。7月には元選対事務局長にも「1億円超の寄付金のうち数千万円が運動員らの報酬に充てられた」と指摘し、懲役2年、執行猶予5年の有罪判決が下された。田母神はその後判決を不服として控訴したが、2018年3月13日、控訴審判決で東京高裁は一審の地裁判決を支持し、控訴は棄却された。田母神はさらに上告したが、同年12月18日、最高裁が上告を棄却し有罪判決が確定した。2023年12月18日、猶予期間満了。
2022年10月24日、「現在公民権停止5年という立場で国の選挙には出られませんが、この爆サイ選挙で国を思う皆様の心に応えたいと思います」と述べ、大手ネット掲示板「爆サイ」の管理人総選挙に立候補。11月7日に行われた結果発表では同選挙に出馬したコスプレイヤーの神崎りのあやコメディアンのMEGWIN、お笑い芸人の楽しんごらの著名人をしのぎ、候補者36人中第2位となる33,595ptを集めるも、53.413ptを獲得して第1位となったYouTuberのコレコレに及ばず落選した。

### 東京都知事選2024
2024年東京都知事選挙に立候補を表明をし、小池百合子、蓮舫、石丸伸二と田母神の4人で共同記者会に出席したり、ネットで閲覧可能な討論会などを行った。結果としては候補者56人中投票数4位となり、メディアに主に注目されていた4人の中では最下位となった。
2014年の都知事選では約61万票を獲得したが、2024年は約27万票だった。2014年は、保守界隈が一丸となって応援したが、2024年の選挙では保守界隈の票はまとまらなかった。百田尚樹も、田母神の応援を行わなかった。百田は、過去の公選法違反事件を「『金の問題』で有罪って、私の中では恥ずべきこと」と、批判的に評価している。
支持層は参政党支持者やファンの人々にとどまった。選挙中、街頭演説では参政党の神谷宗幣代表が応援演説を行い、参政党の有志や関係者が選挙を手伝った。田母神は、参政党の元アドバイザーであり、参政党DIYスクールの講師も務めている。投票日の出口調査によると、参政党支持層の3割が田母神に投票した。選挙中は、ラップバトルで公約を訴えたり、キャバ嬢との交流を行うなど、若年層の支持を狙った。また、デヴィ夫人や高須克弥、関暁夫などの著名人も応援に駆けつけた。関暁夫はポスター貼りも行った。
現代医療に否定的な内海聡候補との共闘もアピールした。選挙戦最終日の7月6日、内海は国会議事堂前で「令和の一向一揆」を掲げた街頭演説を行い、田母神も参加した。この街頭演説では、ワクチンに反対する立場が強調された。田母神の応援演説を各地で行ってきたデヴィ夫人は「私もワクチン反対です。あんな1年足らずで作られたもの、怖くて打てません」と演説した。

## 人物
ユーモアのある発言で知られる。田母神のトークは、各所で「田母神節」と呼ばれる。「こんな顔をしていますが、私は本当にいい人なんです」、「気を遣いすぎてこんなに背が小さくなっちゃった」「私に足りないのは慎重さではなく身長」などの持ちネタがある。「明るくユーモアがあるいい人。食事は好き嫌いなし。酒はビールを少し飲んでそのあとは大吟醸。ゴルフが大好きで、結構上手。カラオケも好き」とツイッターのプロフィール欄で自称する。
愛称は「タモちゃん」。自衛隊の同期や上官からそう呼ばれて慕われていた。宴会の時には士や曹からも「タモちゃん」と呼ばれていたと言う。田母神は「ここまで気さくな人間は、自衛隊の幹部では私以外にいなかっただろう」などと自画自賛している。
長嶋茂雄に憧れており、部下の指導方法として、出来る限り怒らないことを信条としている。怒ってばかりでは、部下が上司に気を使うだけの人間になってしまう、うるさく指導してばかりでは、部下が落ちこぼれてしまうという。
漫画やアニメに理解があり、「日本の漫画やアニメは、日本が誇る最強コンテンツ」、「しかし、優れた漫画やアニメをつくるためには、巨額の費用が必要」、「国が資金面で支援を行っていくべき」と訴えている。
落語が好きで、防衛大学校時代は東京・渋谷の東急文化寄席に通った。
カラオケが好きで、今井美樹の「PRIDE」、浜田省吾の「もうひとつの土曜日」が18番であるほか、甲斐バンドの曲もよく歌うという。
航空自衛隊の隊内誌『鵬友』第29巻第6号（2004年3月号）に寄稿した「航空自衛隊を元気にする10の提言」パートIIの内容で「身内の恥は隠すもの」と記している。

### 参政党さやとの交流と思想的影響
2025年の参議院選挙で、参政党から東京選挙区に立候補したさや（saya）を支援し、「さやさんの考えは私の政策に非常に近い」と述べ、さやも「田母神さんの思いを議員になって実現したい」と語った。さやは、田母神が主宰する番組『田母神塾』に出演したことをきっかけに政治へ関心を持つようになり、田母神から安全保障政策などを学んだと述べている。さやは、20代の頃に「太平洋戦争で日本はアジアの国々のためによいことをした」という田母神の主張に感銘を受け、「田母神さんのようになりたいと思ってきた」と語っている。自身の政治信条について「心には田母神俊雄さんの魂が刻まれている」と公言し、田母神を「師匠」として尊敬している。さやは2014年の東京都知事選挙でも「田母神ガールズ」の一員として田母神俊雄を応援した。また、さやが理事を務める保守系団体「皇統を守る会」でも、田母神は賛同人として名を連ねている。

## 批判、評価
「ニューヨーク・タイムズ」の2016年の記事では、田母神の政治的立場や影響力に焦点を当てる中で「右翼のチャンピオン」という表現が使われた。記事によると、田母神は保守的な見解で知られる元軍事指導者から政治家に転身した人物で、2014年の東京都知事選挙で60万票以上を獲得し、日本における極右思想の台頭に対する懸念を引き起こした。田母神は、その保守的な思想と右翼イデオロギーの強力な擁護者としての立場で知られている。「TIME」の2014年の記事では、「極右政治家」「反体制的なナショナリスト運動の申し子」と形容された。

### 中国共産党からの批判
中国共産党中央委員会機関紙『人民日報』国際版の環球時報は、2014年1月7日の記事で田母神について「田母神は靖国神社を参拝し国防軍の創設や軍備拡張を主張し我が国に極めて不利益」「日本の良心的なマスメディアと協働し都知事当選を阻止すべき」「自国の侵略の歴史を認めないことで悪名高い右翼の人物」「わが国を敵視する田母神氏は公然と中国脅威論を喧伝する人物」と論じ、第二次世界大戦後における“日本の自虐史観”を改めなければならないと主張している田母神は靖国神社参拝を支持し、国防軍の創設や軍備拡張を主張している人物だとして、都知事選への出馬に警戒感を示した。

### 日本共産党からの批判
日本共産党の機関紙しんぶん赤旗は、空幕長就任後の2007年5月には、同誌での論文「日本人としての誇りを持とう」において、コミンテルン(共産主義青年インターナショナル)に動かされたアメリカの政治家によって日本は日米戦争に追い込まれていった、と田母神が主張していることに対して「妄想」と批判している。。

### 民主党議員からの批判
民主党衆議院議員の小川淳也は、2014年2月19日の予算委員会で、都知事選で610,865票を獲得した田母神について「特異な主張をしていた候補だと私は見ていたが、相当数の得票を得た。世論の一定の支持があることを大変、私は不気味に懸念し心配している」と述べた。

### 著書についての批判
2010年11月、著書『自衛隊風雲録』に記載されている航空自衛隊内でのセクハラ事件とその訴訟に関する内容が、在任中に知りえた情報を漏洩した守秘義務違反（自衛隊法第59条、退官後も適用される。同法118条1項1号に罰則規定）および元自衛官の女性に対する名誉毀損にあたるとして、女性の代理人から謝罪などを求める通告書が田母神に送られた。
- 女性は「よくある男女間の“いざこざ”のたぐい」「女性は精神的に不安定で、入院した経歴もあり」という記述によって、「(自身の)名誉を傷つけられた」としている。女性の弁護士は「本の内容は事実と異なり、守秘義務にも反する」とみなしている[266]。
- 2012年12月末、著書を「男性は腕力で女性を抑圧して性交しようとした」という部分などを引用した形で訂正することで女性側と合意した事が報道された。女性の代理人は記者会見において「実質上の謝罪と受け止めている」と発言している[267]。

## 被害に遭った事件
- 2011年1月23日、東京都世田谷区の自宅マンションで空き巣被害に遭っていた事が警視庁北沢署への取材で分かった。盗まれたのは現金や指輪・商品券など約300万円相当に上るとみられる[268]。警視庁捜査3課は6月16日までに窃盗容疑で無職の男を逮捕した[269]。

## トラブル

### 不倫問題
2014年12月5日発売の『フライデー』（2014年12月19日号）が、田母神が愛人と不倫関係にある上、妻と離婚係争中であることを報じた。12月5日、田母神は記事に対する自身の見解をFacebook上に掲載した。妻については長年不満を抱いており、自衛隊退官後に離婚する意志を固めていたと述べた。女性については一番大事な人であるとし、自身から結婚を申し込んだとしている。2014年12月11日、東京高裁は田母神が3年前の政治集会に妻を弁士として登場させたことなどから夫婦関係の破綻を認めず、田母神側の訴えを退けた。

## 著書
- 『自らの身は顧みず』ワック、2008年12月。ISBN 978-489831-1288。
- 『DVD 自らの身は顧みず 田母神俊雄講演』ワック、2009年1月。ISBN 978-489831-3060。
- 『田母神塾 これが誇りある日本の教科書だ』双葉社、2009年2月。ISBN 978-4575-301106。
- 『真・国防論』宝島社、2009年5月。ISBN 978-47966-69740。 同社で文庫化（2011年7月）
- 『自衛隊風雲録』飛鳥新社、2009年5月。ISBN 978-487031-9196。
- 『座して平和は守れず 田母神式リアル国防論』幻冬舎、2009年5月。ISBN 978-4344016781。
- 『田母神流ブレない生き方』主婦と生活社、2009年8月。ISBN 978-4391-138023。
- 『サルでもわかる日本核武装論』飛鳥新社〈家族で読める Family book series 006〉、2009年8月。ISBN 978-4870319363。
- 『田母神式　戦力になる人材づくり』 日本文芸社、2009年11月、ISBN 978-4537257335。
- 『田母神大学校』徳間書店、2010年2月。ISBN 978-4198629144。
- 『田母神俊雄の人生論 めざすは日本人』 高木書房、2010年7月、ISBN 978-4884710842。
- 『田母神国軍』 産経新聞出版、2010年10月、ISBN 978-4819111164。
- 『新たなる日中戦争！』　徳間書店、2010年11月、ISBN 978-4198630720。
- 『田母神の流儀』　徳間書店、2011年2月、ISBN 978-4198631192。
- 『ほんとうは強い日本』　PHP新書、2011年7月、ISBN 978-4569798721。
- 『だから日本は舐められる』　双葉社、2012年5月、ISBN 978-4575153927。
- 『ほんとうは危ない日本』PHP研究所、2012年6月。ISBN 978-4-569-80542-9。
- 『騙されるな日本! 領土、国益、私ならこう守る』ベストセラーズ、2012年6月 ISBN 978-4584123836。
- 『自衛隊の敵』廣済堂出版　2013年4月 ISBN 978-4331517284。
- 『田母神俊雄の日本復権』高木書房、2013年8月 ISBN 978-4884710972。
- 『安倍晋三論』ワニブックス、2013年8月 ISBN 978-4847091834。
- 『日本核武装計画』祥伝社　2013年9月 ISBN 978-4396614690。
- 『なぜ朝日新聞はかくも安倍晋三を憎むのか』飛鳥新社 2014年8月 ISBN 9784864103336
- 『戦争の常識・非常識 戦争をしたがる文民、したくない軍人』電波社、2015年8月。ISBN 978-4-8284-1836-0。
- 『田母神俊雄の「戦争論」日本が永久に戦争をしないための究極の選択』電波社、2016年4月。ISBN 978-4-86490-053-9。
- 『日本の敵』ベストセラーズ、2017年6月　ISBN 978-4584138014
- 『愛国者』青林堂、2017年11月

共著・対談・編著
- 『日本は「侵略国家」ではない！』渡部昇一、海竜社、2008年12月。ISBN 978-4-7593-1054-2。
- 『自衛隊はどこまで強いのか』潮匡人、講談社〈講談社＋α新書〉、2009年3月。ISBN 978-4-06-272567-5。
- 『この身、死すとも「これだけは言いたい」』長谷川慶太郎、李白社、2009年4月。ISBN 978-4-89451-908-4。
- 『国防論』勝谷誠彦・川村純彦(元海将)・松島悠佐(元陸将)、アスコム、2009年5月。ISBN 978-4-7762-0548-7。
- 『国粋ニッポン闘議　高須基仁対談集』高須基仁、春日出版、2009年6月。ISBN 978-4-86321-166-7。
- 『田母神俊雄 全一巻 WiLL増刊号』ワック、2009年8月。
- 『マンガ田母神流』、晋遊舎、2009年12月 ISBN 9784863910423 - マンガ作品で、マンガ嫌韓流シリーズ刊行元である晋遊舎とのコラボレーション作品である[273]。
- 『真の保守だけが日本を救う』　平沼赳夫・中山成彬、講談社、2010年4月
- 『それでも、体罰は必要だ！』　戸塚宏、ワックブックス、2010年5月
- 『どっちがおっかない！？中国とアメリカ』　青木直人、幻冬舎、2010年9月
- 『オンナは苦手。』　西村博之、李白社、2010年11月
- 『中国「日本侵略」の野望をこう打ち砕け！』　平松茂雄、ワックブックス、2011年3月
- 『日本再建国論　神武以来、新たな国づくりの具体的指針』　中西輝政、日本文芸社、2011年7月
- 『日本を守りたい日本人の反撃』  一色正春、産経新聞出版。2012年4月
- 『自立する国家へ!』  天木直人、ベストセラーズ。2013年1月
- 『強い経済が強い日本をつくる』  三橋貴明、海竜社。2013年7月
- 『田母神「自衛隊問答」』  拳骨拓史、PHP研究所。2015年2月

## 連載
- アサヒ芸能「田母神大学校」→「田母神政経塾」

## 出演

### TV
- 田母神塾[274]（2009年5月9日 - 2015年2月13日、日本文化チャンネル桜）
- 【8.6田母神講演会】ヒロシマの平和を疑う！完全版[桜 H21/8/12] 【1】・【2】・【3】 （2009年8月6日、日本文化チャンネル桜）
- 太田総理の承認喚問! 2008年世間を騒がせた21人を徹底追及SP!(2008年12月26日、日本テレビ）
- クイズ☆タレント名鑑  -（2011年1月16日、3月6日、TBS）「芸能人!このオファー引き受けた?引き受けなかった?クイズ」に出演し、「田母神俊雄・池谷幸雄の弾丸ジャッキー」(1月16日放送分)「早朝バズーカ」(3月6日放送分)といった少し無理のあるオファーを快諾し、敢行した[275]。

### ラジオ
- 3年C組 タモガミ先生!（2018年1月1日 - 、CROSS FM）[276]

### ネット配信
- Mr.都市伝説関暁夫のWHAT DO YOU SAY?＃4〜信じるか信じないかはあなた次第〜（2024年6月12日、チケットぴあ）[277]